# Моссморан-Файф – Гренджмут – Вілтон (етиленопровід)
Моссморан-Файф — Гренджмут — Вілтон (етиленопровід) — складова частина системи етиленопроводів Великої Британії, котра дозволяє транспортувати на південь етилен, вироблений на шотландських піролізних майданчиках.
У 1979 році на північно-східному узбережжі Англії у Вілтоні запрацювала потужна піролізна установка, спільно споруджена компаніями ICI та BP. Остання також мала нафтохімічний майданчик у шотландському Гренджмуті, для подачі етилену до якого тоді ж ввели в дію трубопровід WGEP (Вілтон — Гренджмут) довжиною 250 км.
Втім, вже у 1985-му за два з половиною десятки кілометрів від Гренджмута компанії ExxonMobil та Shell запустили установку парового крекінгу в Моссморані (Файфі), котра піддавала піролізу найбільш ефективну у виробництві етилену сировину — етан. З метою оптимізації витрат Shell вирішила закрити своє піролізне виробництво в районі Манчестера та постачати майданчики в Каррінгтоні та Стенлоу із Моссморана. Для цього звідси проклали коротку перемичку до Гренджмута (MGEP), а сам трубопровід Вілтон — Гренджмут перевели у реверсний режим. Протранспортований ним на південь етилен далі потрапляв до ще одного вже наявного трубопроводу Trans-Pennine, який прямував на західне узбережжя до Манчестера.
У 2000 році стала також можливою передача етилену в районі Вілтона до нового етиленопровода Тіссайд — Салтенд, котрий постачав завод вінілацетату в Гуллі.
Ділянка між Моссмораном і Гренджмутом виконана в діаметрі 200 мм та розрахована на робочий тиск у 8 МПа, тоді як для головної частини траси між Гренджумутом та Вілтоном аналогічні показники становлять 250 мм та 9,6 МПа. Пропускна здатність системи була збільшена у 1997 році шляхом спорудження компресорної станції.